# Björk
Björk Guðmundsdóttir (Reykjavik, 21 november 1965) is een IJslandse zangeres en songwriter. Björk is de voormalige leadzangeres van de alternatieve-rockband The Sugarcubes en heeft sinds 1993 een solocarrière onder de naam Björk.
Björk staat bekend om haar interesse in een grote verscheidenheid aan muziekgenres, waaronder pop, jazz, alternatieve rock, elektronische en klassieke muziek. Haar muzieklabel One Little Indian deelde in 2003 mee dat Björk wereldwijd meer dan 15 miljoen albums heeft verkocht. Björk heeft in het verleden ook enkele keren als actrice in films gewerkt, zo vervulde zij onder andere de hoofdrol in de film Dancer in the Dark van de Deense regisseur Lars von Trier.

## Biografie

### Vroege carrière
Björks muzikale carrière startte toen zij elf jaar was en klassieke piano studeerde. Een van haar muziekleraren stuurde een opname van Björk die het nummer I Love to Love (But My Baby Loves to Dance) van Tina Charles vertolkte naar de RÚV; de RÚV was op dat moment het enige radiostation op IJsland. Deze opname werd vervolgens uitgezonden en in reactie hierop bood het muzieklabel Fálkinn Björk een platencontract aan. In 1977 verscheen Björks gelijknamige debuutalbum. Het bestond uit een aantal IJslandse kinderliedjes en covers van populaire liedjes zoals The Fool on the Hill van the Beatles, dat door Björk werd gezongen in het IJslands. Björks stiefvader begeleidde haar op het album met zijn gitaar. Het album behaalde een platina status op IJsland en is een verzamelobject geworden.
In 1980 studeerde Björk af aan het conservatorium. In 1980 vormde ze samen met bassist Jakob Magnússon de band Jam-80, die later overging in de band Tappi Tíkarrass. De single Bitið fast í vitið werd uitgebracht in hetzelfde jaar. Het album Miranda werd uitgebracht in 1983.
Vervolgens ging Björk een samenwerking aan met Einar Örn Benediktsson en Einar Melax van de band Purrkur Pillnikk en Guðlaugur Óttarsson, Sigtryggur Baldursson en Birgir Mogensen van de band Þeyr. Nadat zij samen enkele liedjes hadden geschreven en enkele weken hadden gerepeteerd besloten zij samen onder de naam KUKL door te gaan.
KUKL ging op tournee door IJsland met de anarchistische punkband Crass uit Engeland, en later bezochten ze Engeland voor een aantal concerten met Flux of Pink Indians. Als resultaat van deze samenwerkingen produceerde de band twee albums: The Eye in 1984 en Holidays in Europe in 1986. Allebei de albums werden uitgegeven door het label Crass Records.
In 1984 formeerde Björk samen met gitarist en medebandlid bij KUKL Guðlaugur Óttarsson het duo The Elgar Sisters.
KUKL ging uit elkaar, mede omdat hun label Gramm stopte. In de zomer van 1986 startten enkele leden van KUKL en de surrealistische groep Medus een samenwerking en werd het kunstencollectief Smekkleysa ("slechte smaak") opgericht. Er werd een muzikale divisie opgericht, de band Pukl, maar al snel werd de naam van de band veranderd in The Sugarcubes.

### The Sugarcubes
De eerste single van The Sugarcubes was Ammæli (of Birthday, in de Engelse versie).
Nadat de single een hit werd in het Verenigd Koninkrijk werd de band ondergebracht bij het label One Little Indian, dat was opgericht door Derek Birkett, de voormalige bassist van Flux of Pink Indians. The Sugarcubes tekenden vervolgens ook een distributiecontract met het Amerikaanse Elektra Records. In 1988 namen The Sugarcubes hun eerste album, Life's Too Good, op. Met dit album behaalde de band internationale successen. Ondertussen hield Björk zich ook bezig met enkele kleinere projecten. In 1990 nam zij het album Gling-Gló met de jazzgroep Trio Guðmundar Ingólfssonar op, dat alleen werd uitgegeven op IJsland. Björk verzorgde ook de vocalen in enkele nummers op het album Ex:el van 808 State. Deze samenwerking wakkerde haar interesse in housemuziek aan.

### Solocarrière

#### Debut
In 1992 besloten The Sugarcubes uit elkaar te gaan. De leden van de band realiseerden zich dat zij allen verschillende ambities hadden. Björk verhuisde naar Londen en begon na te denken over een solocarrière. Ze begon samen te werken met producer Nellee Hooper, die eerder onder meer al had geproduceerd voor Massive Attack. Uit deze samenwerking kwam Björks eerste internationale solohit, Human Behaviour, voort. Het album Debut werd uitgebracht in juni 1993. Debut bestond uit een mix van liedjes die Björk had geschreven sinds ze een tiener was en liedjes die ze samen met Hooper had geschreven. NME riep het album uit tot album van het jaar.

#### Post / Telegram
Björk keerde terug naar de studio in 1994 om samen met Nellee Hooper, Tricky, Graham Massey van 808 State, en producer Howie B aan een nieuw album te werken. Het album Post was het resultaat van deze samenwerking. Net als Debut was het een verzameling liedjes die deels bestond uit liedjes die Björk in de voorgaande jaren had geschreven. In januari 1997 werd Telegram uitgebracht, een album met voorheen niet uitgegeven remixen van de liedjes op Post.

#### Homogenic
Later dat jaar werd het album Homogenic uitgebracht. Dit album betekende voor Björk een dramatische breuk met haar eerdere "elfjesachtige" imago, dat nog gecultiveerd werd op Debut en Post. Björk werkte voor Homogenic samen met producers Mark Bell van LFO, Howie B en Eumir Deodato. Homogenic was haar eerste conceptalbum en wordt gezien als een van Björks meest experimentele en extraverte albums tot nu toe, met zijn krachtige beats die het landschap van IJsland reflecteren.

#### Vespertine
In 2001 bracht Björk haar vierde soloalbum Vespertine uit. Björk creëert op het album een introverte, persoonlijke wereld die gevuld is met microbeats en kleine ritmes. Vespertine staat in een vrij sterk contrast met het album Homogenic, waarop extraverte teksten en vrij agressieve beats nog nadrukkelijk de boventoon voeren. Björk werkte op het album samen met de experimentele muziekgroep Matmos, de Deense DJ Thomas Knak en harpiste Zeena Parkins. Björk maakte op het album onder meer gebruik van teksten van de Amerikaanse dichter E.E. Cummings en de Amerikaanse filmmaker Harmony Korine. Björk maakte vervolgens een tournee langs theaters en operahuizen in Europa en Noord-Amerika. Zij werd daarbij begeleid door Matmos, Zeena Parkins en een Inuitkoor, dat ze na audities had samengesteld tijdens een reis naar Groenland.

#### Medúlla
In 2004 werd het album Medúlla uitgebracht. De meerderheid van de geluiden op dit album zijn gecreëerd door vocalisten (alhoewel de geluiden wel vaak elektronisch vervormd zijn). Björk maakte op het album gebruik van de vocale vaardigheden van keelzangeres Tagaq, hiphop beatboxer Rahzel, de Japanse beatboxer Dokaka, avant-rocker Mike Patton, Soft Machine drummer en zanger Robert Wyatt, en verschillende koren. Björk maakte overigens opnieuw gebruik van een gedicht van de dichter E. E. Cummings, ditmaal voor het nummer Sonnets/Unrealities XI.
In augustus 2004 trad Björk op tijdens de openingsceremonie van de Olympische Zomerspelen. Zij bracht het nummer Oceania, afkomstig van Medúlla ten gehore.

#### Volta
Björks zesde studioalbum Volta is op 4 mei 2007 uitgekomen. Het is de opvolger van Medúlla uit 2004. Er hebben weer veel mensen bijgedragen, onder wie Timbaland, Chris Corsano, de drummer van Lightningbolt, de Afrikaanse groep Konono Nr. 1, Toumani Diabaté, Mark Bell (LFO) die ook meedeed met eerdere projecten van Björk, Antony (Antony & The Jonsons) en Chinese pipaexpert Min Xiao-Fen.
De eerste single Earth Intruders, geïnspireerd op de Tsunami-ramp en een nachtmerrie die Björk had tijdens een vlucht bij het bezoeken van de plaats van de ramp, verscheen digitaal op 9 april 2007. De tweede single van het album, Innocence, werd digitaal uitgegeven op 23 juli 2007. Declare Independence en Wanderlust waren de volgende singles.
Sindsdien trad ze onder meer op in Madison Square Garden en Radio City Music Hall in New York en op het Glastonbury Festival in Engeland. Op 8 juli 2007 gaf ze een concert in het Amsterdamse Westerpark.

#### Biophilia
Björk was te horen op de soundtrack van de film Moomins and the Comet Chase (2010). Haar zevende studioalbum, getiteld Biophilia, werd op 19 juli 2011 uitgebracht als app voor de iPhone en iPad. In september dat jaar kwam Biophilia uit als muziekdownload en op cd en vinyl.

#### Vulnicura
Vulnicura is op 20 januari 2015 uitgekomen. Björk kondigde het album aan op 13 januari.

#### Utopia
Op 24 november 2017 verscheen het album Utopia.

### Filmcarrière
Björks acteercarrière begon in 1990, toen zij verscheen in de IJslandse (maar Engels gesproken) zwart-witfilm The Juniper Tree, die gebaseerd was op het gelijknamige verhaal van de Gebroeders Grimm. Björk speelde de rol van Margit, een meisje wier moeder was vermoord omdat zij zich bezighield met hekserij. Björk had vervolgens een kleine rol als supermodel in de film Prêt-à-Porter uit 1994.
In 2000 speelde Björk de hoofdrol in de Deens-Franse film Dancer in the Dark, die geschreven en geregisseerd werd door Lars von Trier. Björk vervult in deze film, die zich afspeelt in de Verenigde Staten, de rol van de Tsjechoslowaakse immigrante Selma. Selma probeert met haar werk in een fabriek geld bij elkaar te sparen voor een oogoperatie die zal verhinderen dat haar zoon blind zal worden. Björk verzorgde ook de soundtrack van deze film, die op cd werd uitgebracht onder de titel Selma Songs. Het album bevat onder meer een duet met Thom Yorke van Radiohead, getiteld I've Seen It All. Het nummer werd genomineerd voor een Academy Award en uitgevoerd tijdens de uitreiking van de Oscars in 2001. Op het Filmfestival van Cannes in 2000 ontving de film een Palme d'Or en werd Björk tot Beste Actrice uitgeroepen.
In 2005 speelde Björk in de Amerikaans-Japanse film Drawing Restraint 9 van regisseur Matthew Barney, die tevens haar partner was. Björk is ook verantwoordelijk voor de soundtrack voor de film.
Björk verscheen ook prominent in de documentaire Screaming Masterpiece uit 2005, die een licht werpt op de IJslandse muziekwereld.

### Privéleven
Björk kreeg in 1986 een zoon met Þór Eldon, gitarist van The Sugarcubes, en in 2002 een dochter met kunstenaar Matthew Barney. Barney en Björk gingen waarschijnlijk in 2013 uit elkaar.
In 1996 brachten twee verschillende incidenten Björk onder de aandacht van de media. Het eerste incident vond plaats op het vliegveld van Bangkok. Nadat Björk een lange luchtreis had gemaakt wachtte een grote groep journalisten en cameramannen haar daar op. Toen een journaliste haar begroette met de woorden "Welcome to Bangkok", werd het Björk te veel en viel ze de journaliste aan. Het tweede incident vond later dat jaar plaats toen een psychisch gestoorde fan uit Florida, Ricardo López genaamd, Björk een uitgehold boek met daarin zwavelzuur bedoeld om haar te verminken toezond. López filmde zichzelf tijdens de fabricage van de bom, en schoot zichzelf dood nadat hij deze had verstuurd. De politie onderschepte het boek voordat het Björk bereikte.

## Trivia
- Björk was benaderd om Gollums's Song, de titelsong van The Lord of the Rings: The Two Towers (2002) te zingen. Ze wees dit af omdat ze toen zwanger was. De IJslandse Emilíana Torrini heeft dit lied uiteindelijk voor haar rekening genomen.
- Björk heeft speciaal voor Madonna het nummer Bedtime Story geschreven. Madonna wilde dat Björk een heel album voor haar zou schrijven maar ze wees dit af.
- Björk zei in interviews nadat ze Dancer in the Dark had opgenomen nooit meer in een film te willen acteren. Het was zo heftig voor haar geweest dat ze het genoeg vond zo. Toch verscheen Björk in 2005 in de film Drawing Restraint 9 in een hoofdrol.
- In de film Vanilla Sky met Tom Cruise is ze ook even te zien wanneer hoofdpersonage David Aames (Cruise) in een flashback de videoclip Big Time Sensuality ziet.
- Ze ging onder meer samenwerkingen aan voor liedjes met Thom Yorke van Radiohead, Massive Attack, Jeff Beck, Beck, PJ Harvey, Arca en Skunk Anansie.

## Discografie

### Albums
| Album met eventuele hitnotering(en) in de Nederlandse Album Top 100 | Datum van verschijnen | Datum van binnenkomst | Hoogste positie | Aantal weken | Opmerkingen                                                |
| ------------------------------------------------------------------- | --------------------- | --------------------- | --------------- | ------------ | ---------------------------------------------------------- |
| Björk                                                               | 18-12-1977            | -                     | -               | -            |                                                            |
| Gling-Gló                                                           | 10-1990               | -                     | -               | -            | als Björk Guðmundsdóttir / met Tríó Guðmundar Ingólfssonar |
| Debut                                                               | 05-07-1993            | 31-07-1993            | 5               | 64           |                                                            |
| Post                                                                | 09-06-1995            | 24-06-1995            | 5               | 35           |                                                            |
| Telegram                                                            | 25-11-1996            | -                     | -               | -            | Remix-album                                                |
| Homogenic                                                           | 22-09-1997            | 04-10-1997            | 12              | 19           |                                                            |
| Selma Songs                                                         | 11-09-2000            | 30-09-2000            | 85              | 3            | Soundtrack Dancer in the Dark                              |
| Vespertine                                                          | 20-08-2001            | 01-09-2001            | 20              | 8            | ook uitgebracht op sacd                                    |
| Greatest Hits                                                       | 01-11-2002            | -                     | -               | -            | Verzamelalbum                                              |
| Family Tree                                                         | 04-11-2002            | -                     | -               | -            | Box set                                                    |
| Live Box                                                            | 18-08-2003            | -                     | -               | -            | Live Box set                                               |
| Medúlla                                                             | 30-08-2004            | 04-09-2004            | 20              | 6            | ook uitgebracht op sacd                                    |
| Army of Me: Remixes and Covers                                      | 31-05-2005            | -                     | -               | -            | Remix-album                                                |
| Drawing Restraint 9                                                 | 22-07-2005            | -                     | -               | -            | Soundtrack Drawing Restraint 9                             |
| Surrounded                                                          | 27-06-2006            | -                     | -               | -            | Box set                                                    |
| Volta                                                               | 04-05-2007            | 12-05-2007            | 17              | 10           |                                                            |
| Earth Intruders                                                     | 15-02-2008            | -                     | -               | -            |                                                            |
| Voltaïc                                                             | 17-04-2009            | -                     |                 |              |                                                            |
| Biophilia                                                           | 07-10-2011            | 15-10-2011            | 17              | 4            |                                                            |
| Mount Wittenberg Orca                                               | 21-10-2011            | -                     | -               | -            | met Dirty Projectors                                       |
| Bastards                                                            | 19-11-2012            | -                     | -               | -            |                                                            |
| Vulnicura                                                           | 20-01-2015            | 24-01-2015            | 10              | 8            |                                                            |
| Vulnicura Strings                                                   | 06-11-2015            | -                     | -               |              |                                                            |
| Utopia                                                              | 24-11-2017            | 02-12-2017            | 29              | 2            |                                                            |
| Fossora                                                             | 30-09-2022            | 08-10-2022            | 19              | 1            |                                                            |

| Album met hitnotering(en) in de Vlaamse Ultratop 200 albums | Datum van verschijnen | Datum van binnenkomst | Hoogste positie | Aantal weken | Opmerkingen                   |
| ----------------------------------------------------------- | --------------------- | --------------------- | --------------- | ------------ | ----------------------------- |
| Post                                                        | 1995                  | 24-06-1995            | 5               | 36           |                               |
| Homogenic                                                   | 1997                  | 04-10-1997            | 6               | 8            |                               |
| Selma Songs                                                 | 2000                  | 07-10-2000            | 38              | 3            | Soundtrack Dancer in the Dark |
| Vespertine                                                  | 2001                  | 08-09-2001            | 10              | 5            |                               |
| Greatest Hits                                               | 2002                  | 23-11-2002            | 42              | 1            | Verzamelalbum                 |
| Medúlla                                                     | 2004                  | 04-09-2004            | 4               | 10           |                               |
| Volta                                                       | 2007                  | 12-05-2007            | 9               | 11           |                               |
| Biophilia                                                   | 2011                  | 15-10-2011            | 13              | 6            |                               |
| Vulnicura                                                   | 2015                  | 31-01-2015            | 12              | 23           |                               |
| Biophilia - Live                                            | 2015                  | 14-02-2015            | 138             | 5            |                               |
| Utopia                                                      | 2017                  | 02-12-2017            | 18              | 20           |                               |
| Fossora                                                     | 2022                  | 30-09-2022            | 7               | 5            |                               |

### Singles
| Single met eventuele hitnotering(en) in de Nederlandse Top 40 | Datum van verschijnen | Datum van binnenkomst | Hoogste positie | Aantal weken | Opmerkingen      |
| ------------------------------------------------------------- | --------------------- | --------------------- | --------------- | ------------ | ---------------- |
| Human Behaviour                                               | 1993                  | 1993                  | 33              | 3            |                  |
| Play Dead                                                     | 1993                  | 1993                  | 10              | 7            | met David Arnold |
| Big Time Sensuality                                           | 1994                  | 1994                  | 30              | 2            |                  |
| Army of Me                                                    | 1995                  | 1995                  | 17              | 6            |                  |
| It's Oh So Quiet                                              | 1995                  | 1995                  | 25              | 4            |                  |
| Hyperballad                                                   | 1996                  | -                     | -               | -            |                  |
| Jóga                                                          | 1997                  | -                     | -               | -            |                  |
| Bachelorette                                                  | 1997                  | -                     | -               | -            |                  |
| Hunter                                                        | 24-03-1998            | -                     | -               | -            |                  |
| Alarm Call                                                    | 30-11-1998            | -                     | -               | -            |                  |
| All Is Full of Love                                           | 07-06-1999            | -                     | -               | -            |                  |
| I've Seen It All                                              | 2000                  | -                     | -               | -            |                  |
| Hidden Place                                                  | 06-08-2001            | -                     | -               | -            |                  |
| Pagan Poetry                                                  | 05-11-2001            | -                     | -               | -            |                  |
| Cocoon                                                        | 11-03-2002            | -                     | -               | -            |                  |
| It's in Our Hands                                             | 12-2002               | -                     | -               | -            |                  |
| Oceania                                                       | 2004                  | -                     | -               | -            |                  |
| Who Is It                                                     | 2004                  | -                     | -               | -            |                  |
| Triumph of a Heart                                            | 2005                  | -                     | -               | -            |                  |
| Where Is the Line                                             | 2005                  | -                     | -               | -            |                  |
| Earth Intruders                                               | 09-04-2007            | -                     | -               | -            |                  |
| Innocence                                                     | 23-07-2007            | -                     | -               | -            |                  |
| Declare Independence                                          | 01-01-2008            | -                     | -               | -            |                  |
| Wanderlust                                                    | 16-05-2008            | -                     | -               | -            |                  |
| The Dull Flame of Desire                                      | 09-29-2008            | -                     | -               | -            |                  |
| Náttúra                                                       | 20-10-2008            | -                     | -               | -            |                  |
| The Comet Song                                                | 27-09-2010            | -                     | -               | -            |                  |
| Crystalline                                                   | 04-07-2011            | -                     | -               | -            |                  |
| The Gate                                                      | 15-09-2017            | -                     | -               | -            |                  |
| Blissing Me                                                   | 23-02-2018            | -                     | -               | -            |                  |
| Arisen My Senses                                              | 25-05-2018            | -                     | -               | -            |                  |

| Single met hitnotering(en) in de Vlaamse Ultratop 50 | Datum van verschijnen | Datum van binnenkomst | Hoogste positie | Aantal weken | Opmerkingen                                    |
| ---------------------------------------------------- | --------------------- | --------------------- | --------------- | ------------ | ---------------------------------------------- |
| Play Dead                                            | 1993                  | 29-01-1994            | 33              | 8            | met David Arnold / Nr. 33 in de Radio 2 Top 30 |
| Army of Me                                           | 1995                  | 13-05-1995            | 13              | 12           | Nr. 13 in de Radio 2 Top 30                    |
| It's Oh So Quiet                                     | 1995                  | 16-12-1995            | 28              | 11           | Nr. 28 in de Radio 2 Top 30                    |
| Jóga                                                 | 1997                  | 13-09-1997            | tip13           | -            |                                                |
| Bachelorette                                         | 1997                  | 03-01-1998            | tip14           | -            |                                                |
| Hidden Place                                         | 2001                  | 25-08-2001            | tip17           | -            |                                                |
| Earth Intruders                                      | 2007                  | 05-05-2007            | tip9            | -            |                                                |
| Stonemilker                                          | 2015                  | 07-02-2015            | tip84           | -            |                                                |
| Blissing Me                                          | 2017                  | 27-11-2017            | tip             | -            |                                                |

### NPO Radio 2 Top 2000
| Nummers met noteringen in de NPO Radio 2 Top 2000 | '09  | '10 | '11  | '12  | '13  | '14-'16 | '17  |
| ------------------------------------------------- | ---- | --- | ---- | ---- | ---- | ------- | ---- |
| Human Behaviour                                   | -    | -   | -    | -    | -    | -       | 1970 |
| It's Oh So Quiet                                  | 1529 | -   | 1435 | 1413 | 1933 | -       | -    |

1. ↑  Een '-' betekent dat het nummer niet was genoteerd en een vetgedrukt getal geeft de hoogste notering van een nummer aan.
2. ↑  2009 was het eerste jaar met een notering voor Björk.
3. ↑  Deze tabel is bijgewerkt tot en met de laatste editie (2024).

### Dvd's
- MTV Unplugged / Live (2001)
- Live at Shepherds Bush Empire (2001)
- Live in Cambridge (2001)
- Greatest Hits - Volumen 1993-2003 (2002)
- Live at Royal Opera House (2002)
- Vessel (2003)
- Later with Jools Holland (2003)
- Minuscule (2003)
- Inside Bjork (2003)
- The Inner or Deep Part of an Animal or Plant Structure (2004)
- The Medúlla Videos (2005)
- Voltaic (2008)
- Biophilia Live (2014)